# Уроци по немски
Уроци по немски е български игрален филм от 2020 година на режисьора Павел Г. Веснаков. Филмът прави дебюта си на филмовия фестивал в Кайро през 2020 година, където е удостоен с наградата за най-добра мъжка роля (Юлиан Вергов). В България е показан за пръв път на „София Филм Фест“ през 2021 година, където печели и наградата на журито за най-добър филм. Официалната премиера на филма в страната е на 23 февруари 2024 година.

## Сюжет
Никола (Юлиан Вергов) е мъж на средна възраст, който изпитва трудности в живота си в България и желае да се премести в Германия. Той се опитва да оправи взаимоотношенията с близките си хора, преди да замине.

## В ролите
- Юлиан Вергов – Никола
- Васил Банов
- Меглена Караламбова
- Елена Телбис
- Герасим Георгиев – Геро
- Стефка Янорова